# Frank W. Milburn
Frank William Milburn (11 de enero de 1892 - 25 de octubre de 1962) fue un general del Ejército de los Estados Unidos durante la Segunda Guerra Mundial y la Guerra de Corea.

## Biografía
Milburn estudió en la Academia Militar de Estados Unidos y fue comisionado como teniente en junio de 1914. Durante la Primera Guerra Mundial sirvió en la Zona del Canal de Panamá. Después, Milburn fue asignado a varias unidades de infantería, entre ellas el 5.º, 33.º, 15.º, y 28.º Regimientos de Infantería.
En 1933 se graduó de la Escuela de Mando y Generales, y fue elevado a Brigadier a principios de 1942 y seleccionado para comandar la 83.ª División de Infantería de los Estados Unidos en agosto de 1942. Fue promovido nuevamente en septiembre de 1942 al rango de Mayor General. Milburn comandó la 83.ª División hasta diciembre de 1943, cuando se hizo cargo del XXI Cuerpo.
Milburn comandó al XXI Cuerpo por el resto de la Segunda Guerra Mundial en Europa como parte del Séptimo Ejército del General Alexander Patch. El XXI Cuerpo jugó un rol decisivo el colapso del Bolsón de Colmar en febrero de 1945. En su libro La Historia del Primer Ejército Francés, el General Jean de Lattre de Tassigny describió al General Milburn de esta manera:

Cuando ví al Mayor General Frank W. Milburn llegar a Rothau a las 10.00 del 25 de enero, delgado y musculoso y de mirada sincera, con las características energéticas de un luchador, no me tomó mucho tiempo saber que en él encontraría el subordinado más leal y cuidadoso. La constancia de su carácter, su clara visión de las realidades y su autoridad de líder, quedaron claras para mí todas a la vez, y sentí que podía tener toda la confianza en él para que complete exitosamente la tarea que recaería sobre su 21.º Cuerpo del Ejército de EUA.

Después de la guerra, el mando de Milburn sobre el XXI Cuerpo concluyó en julio de 1945. Después de esto, Milburn sirvió brevemente como el comandante interino del Séptimo Ejército y luego el XXIII Cuerpo. Milburn comandó al V Cuerpo de los EUA entre noviembre de 1945 hasta junio de 1946. Entre junio de 1946 a mayo de 1949, Milburn comandó la 1.ª División de Infantería. Luego de ser promovido a Teniente General en 1949, Milburn sirvió como el vicecomandante del Ejército de los Estados Unidos en Europa hasta 1950.
Durante la guerra de Corea, Milburn comandó temporalmente al IX Cuerpo de los EUA en agosto de 1950. Entre septiembre de 1950 y junio de 1951, Milburn comandó al I Cuerpo de los EUA durante la guerra. Por dos días en diciembre de 1950, Milburn fue el comandante interino del Octavo Ejército.
La carrera de Milburn es notable por haber comandado cinco cuerpos del Ejército de los Estados Unidos. Se retiró del servicio militar en abril de 1952 y trabajó brevemente como el director atlético de la Universidad Estatal de Montana.